# Cheirodon luelingi
Cheirodon luelingi är en fiskart som beskrevs av Géry, 1964. Cheirodon luelingi ingår i släktet Cheirodon och familjen Characidae. Inga underarter finns listade i Catalogue of Life.